# یواس‌اس اسکارپ (اس‌پی-۷۱۳)
یواس‌اس اسکارپ (اس‌پی-۷۱۳) (به انگلیسی: USS Scarpe (SP-713)) یک کشتی بود که طول آن ۳۶ فوت (۱۱ متر) بود.